# Svidd Neger
Svidd Neger ist Ulvers Soundtrack für den gleichnamigen Film von Erik Smith Meyer. Er erschien im Jahr 2003 bei Jester Records.

## Entstehung und Veröffentlichung
Nachdem Ulver 2002 bereits den für den Spellemannprisen nominierten Soundtrack des schwedischen Kurzfilms Lyckantropen komponiert hatten, wurden sie von der norwegischen Produktionsgesellschaft Filmfalken auch für Svidd Neger engagiert. Dieser Soundtrack wurde zwischen September 2002 und April 2003 aufgenommen und von Ingar Hunskaar im Mai 2003 bei Strype Audio abgemischt. Im Jahr 2008 erschienen auch limitierte LP-Auflagen mit anderem Artwork.

## Titelliste
1. Preface – 1:42
2. Ante Andante – 0:53
3. Comedown – 2:19
4. Surface – 3:17
5. Somnam – 2:41
6. Wild Cat – 2:32
7. Rock Massif Pt. I – 1:41
8. Rock Massif Pt. II – 2:05
9. Poltermagda – 0:28
10. Mummy – 1:02
11. Burn the Bitch – 0:52
12. Sick Soliloquy – 0:21
13. Waltz of King Karl – 3:17
14. Sadface – 2:43
15. Fuck Fast – 0:20
16. Wheel of Conclusion – 6:26

## Stil
Ulvers Soundtrack ist orchestral und wechselt zwischen ruhigen und bombastischen Passagen. Neben den Streichern finden sich gelegentlich Bläser, Piano, Gitarren und elektronische Effekte. Stellenweise gibt es Anklänge an Ambient oder Jazz. Abgesehen von zwei Stücken mit Schreien beziehungsweise einem Monolog ist das Album instrumental. Die Atmosphäre ist düster und bedrohlich.

## Rezeption
„Die düstere, zwischen Aggressivität und Melancholie wechselnde Filmmusik von Ulver kann auch ohne Bilder überzeugen.“

„Facettenreich, spannend, mit Können und Weitblick komponiert.“